# Thermisch gemodificeerd hout

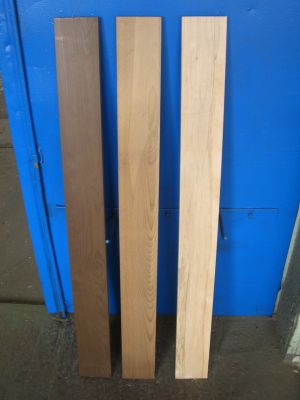
Beukenhout; respectievelijk behandeld op 200°C, op 190°C, niet behandeld

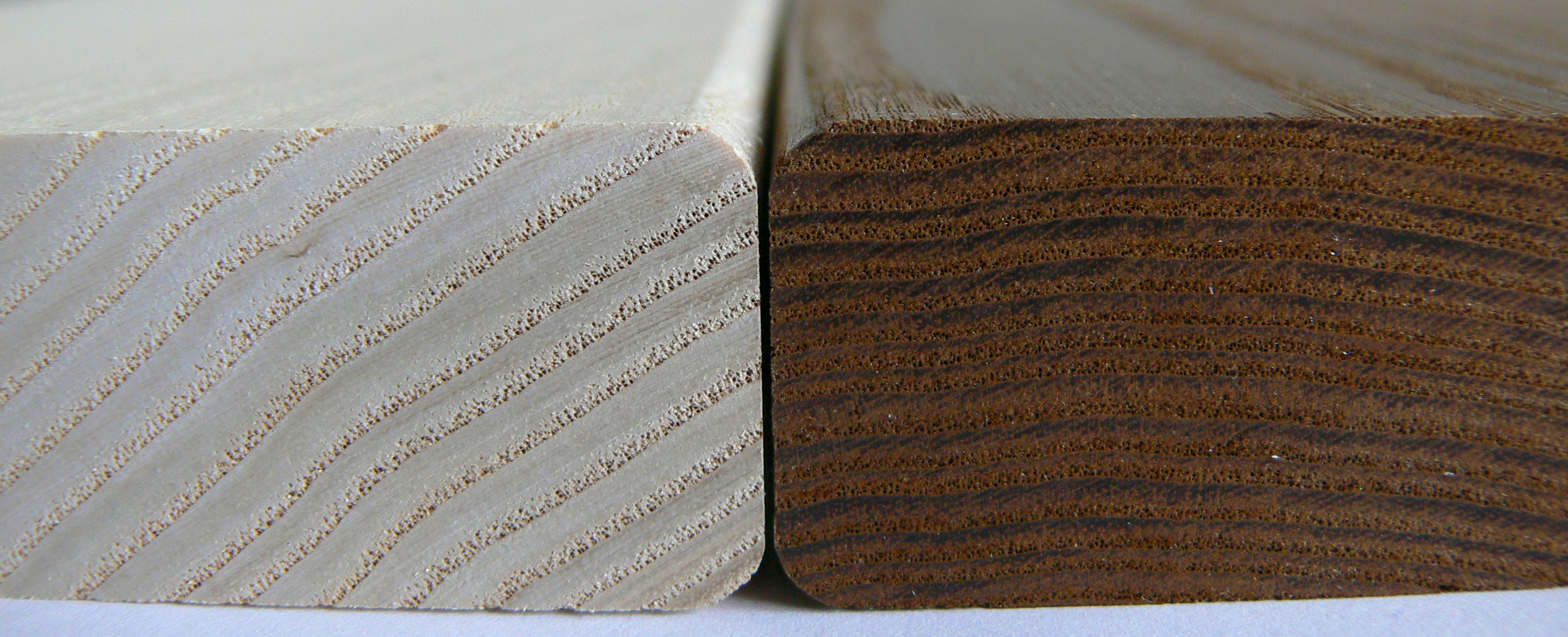
Vergelijking met essenhout: links onbehandeld, rechts thermisch gemodificeerd

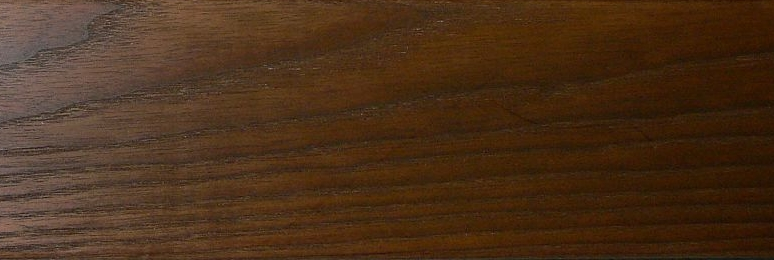
Het oppervlak van thermisch gemodificeerd essenhout

Thermisch gemodificeerd hout is hout dat is gemodificeerd door een gecontroleerd pyrolyseproces waarbij het hout wordt verhit (>180 °C) in een zuurstofarme omgeving om de duurzaamheidsklasse van het hout te vergroten. Dit modificatie proces leidt tot chemische veranderingen in de chemische structuur van de lignine, cellulose en hemicellulose in de celwand. De zuurstofarme omgeving voorkomt dat het hout verbrandt bij deze hoge temperaturen. Er bestaan inmiddels een aantal technologieën die verschillende methoden gebruiken zoals stikstofgas, stoom en hete olie.

## Processen
Het thermische modificatieproces van hout is in 1973 voor het eerst beschreven in een artikel van Burmester.
Bedrijven passen ieder een eigen thermisch modificatieproces toe: Thermowood® in Finland, het Retification process (Retiwood® en Le-Bois Perdure®) in Frankrijk, het hydro-thermische modificatieproces Platowood® (Providing Lasting Advanced Timber Option) in Nederland
 en de Oil Heat Treatment (OHT) in Duitsland. De laatste wordt niet meer gebruikt.
Drie van de processen bestaan uit een enkele processtap, waarbij olie gebruikt wordt (oil heat treatment), stikstofgas (Reti wood) of stoom (Le-Bois Perdure). Het ThermoWood-proces bestaat uit drogen, verhitten en uiteindelijk koelen / conditioneren, en vergt een tijdsduur tot 72 uur. De exact benodigde tijd hangt af van het soort hout, de breedte van het hout en het vochtgehalte bij het begin van het proces.
Het Platowood-proces bestaat uit drie processtappen: hydro-thermolyse (het hout wordt gedurende ca. 6 uur met stoom behandeld onder 8 Bar druk bij temperatuur van 170 graden Celsius), droging (in droogkamer gedurende ca. 2 weken) en curing (bakken) bij een temperatuur van maximaal 180 graden Celsius gedurende 16 uur. Omdat het hout bij lagere temperaturen behandeld wordt is het na het proces minder bros en behoudt een hogere mate van flexibiliteit.

## Karakteristieken
Het belangrijkste voordeel is dat hout gemodificeerd kan worden voor toepassingen die een lange levensduur vragen. Hout met een duurzaamheidsklasse 1-3, volgens Europese Norm EN 350-2, kan op deze manier gemaakt worden van naaldhoutsoorten van een lagere duurzaamheidsklasse (klasse 5).
Het grootste nadeel is dat de sterkte van het hout vermindert als direct gevolg van de hoge temperaturen. In het algemeen neemt de buigsterkte af met ongeveer 30%, met een grotere afname bij hogere temperatuur. De biologische weerstand tegen sommige (maar niet alle) micro-organismen en insecten wordt verbeterd. Het krimpen en zwellen neemt af met ongeveer 50 tot 90% Het behandelde hout is donkerder van kleur.
In principe kunnen de thermische processen voor alle houtsoorten gebruikt worden.

## Onderzoek
Er vindt onderzoek plaats om de industriële processen en de verschillende parameters van de productiemethoden te optimaliseren en om toepassingen voor gemodificeerd hout te ontwikkelen. Ook wordt er gezocht naar nieuwe thermische processen en de mogelijkheid tot het combineren van bestaande en er is onderzoek naar de chemische veranderingen die in het hout plaatsvinden.